# Fronteira Argélia–Mali
A fronteira entre Argélia e Mali ocupa a maior parte do trecho quase retilíneo de fronteira que vai do extremo leste ao extremo sul da Argélia. Separa a Argélia do Mali, estendendo-se por 1376 km, entre duas fronteiras tríplices: Argélia-Mali-Mauritânia e Argélia-Mali-Níger. A continuação dessa linha reta ao norte do Mali forma a fronteira Argélia-Mauritânia.

## Descrição
A fronteira começa no oeste na tríplice fronteira com a Mauritânia e é uma continuação da linha reta noroeste - sudeste que forma a fronteira entre a Argélia e a Mauritânia.  Esta linha reta percorre cerca de 752 km (467 m). Ao norte do paralelo 21 N, a fronteira se desloca para o sul, prosseguindo para o sudeste através da série de linhas irregulares e os wadis de Tin-Zaouatene e In-Akantarer, antes de virar para o nordeste, onde uma linha reta conecta-se à tríplice fronteira com o Níger.  A fronteira está inteiramente dentro do deserto do Saara.

## História
Em 30 e 31 de janeiro de 1970, os presidentes Houari Boumédiène e Moussa Traoré se reuniram em Ouargla para discutir o traçado da fronteira. Ambos decidem criar uma comissão de demarcação conjunta com uma reunião em 20 de fevereiro do mesmo ano em Kidal, a fim de iniciar o trabalho de demarcação.
Nos últimos anos, a Argélia aumentou sua presença militar ao longo da fronteira devido à instabilidade no norte do Mali como resultado da Guerra do Mali e ao estado de segurança geralmente precário na região do Saara. 